# (13739) Nancyworden
(13739) Nancyworden (1998 SW1) – planetoida z pasa głównego asteroid okrążająca Słońce w ciągu 5,24 lat w średniej odległości 3,01 j.a. Odkryta 16 września 1998 roku.